# Moshe Menuhin
Moshe Menuhin (Gomel, 12 novembre 1893 – Santa Clara, 2 febbraio 1983) è stato uno scrittore russo naturalizzato statunitense.

## Biografia
Moshe Menuhin nacque nell'odierna Bielorussia in una distinta famiglia di religione ebraica. Egli fu il pronipote di Shneur Zalman, il fondatore di Chabad Chassidismo. Quando la famiglia emigrò in Palestina, Moshe venne inviato alla Orthodox Jewish school, prima a Yeshivas a Gerusalemme, e quindi all'ebraico Gymnasia Herzlia di Giaffa - Tel Aviv.
Nel 1913 si trasferì negli Stati Uniti per completare i suoi studi, iscrivendosi alla New York University  dove studiò matematica, politica, scienze ed educazione. Si trasferì poi in California dove iniziò a lavorare come professore di lingua ebraica. Impegnato anti-sionista, fu autore di "The Decadence of Judaism in Our Time" , "Jewish Critics of Zionism", e la storia della famiglia Menuhin, "The Menuhin Saga".
Moshe Menuhin fu il padre del famoso violinista Yehudi Menuhin e delle altrettanto famose pianiste Hephzibah Menuhin e Yaltah Menuhin.